# Asturhockey Club Patín
Asturhockey Club Patín fue un club de hockey sobre patines con sede en Grado, Asturias (España). 

## Historia
El club se fundó en 2015, como consecuencia de los problemas surgidos en el Club Patín Areces. Con el descenso de categoría del histórico club de Grado, parte de los jugadores y aficionados pidieron la dimisión del presidente y un relevo en la junta directiva por sus discrepancias. Como tales hechos no se produjeron se decidió iniciar un nuevo proyecto, teniendo un gran apoyo.
En su primera temporada compitió con varios equipos en categorías inferiores y un potente equipo senior masculino, que se proclamó campeón de la liga autonómica y logró el ascenso a Primera División, en la que disputó la temporada 2016-17, participó en la Copa de SAR la Princesa, siendo derrotado en semifinales por el PHC Sant Cugat, y ascendió a la OK Liga, la máxima categoría nacional, tras finalizar la temporada en segunda posición. En la temporada 2017-18 descendió a Primera División (denominada desde ese año OK Liga Plata), aunque finalmente no pudo salir a competir por motivos económicos, descendiendo directamente a liga autonómica.
En 2018 el equipo junior se clasificó por primera vez para la fase final de unos campeonatos de España, la cual se disputó en Grado,
El equipo femenino ascendió a la OK Liga Femenina en 2019.
En 2019 se integró en el Club Patín Areces.